# Контроль над табаком

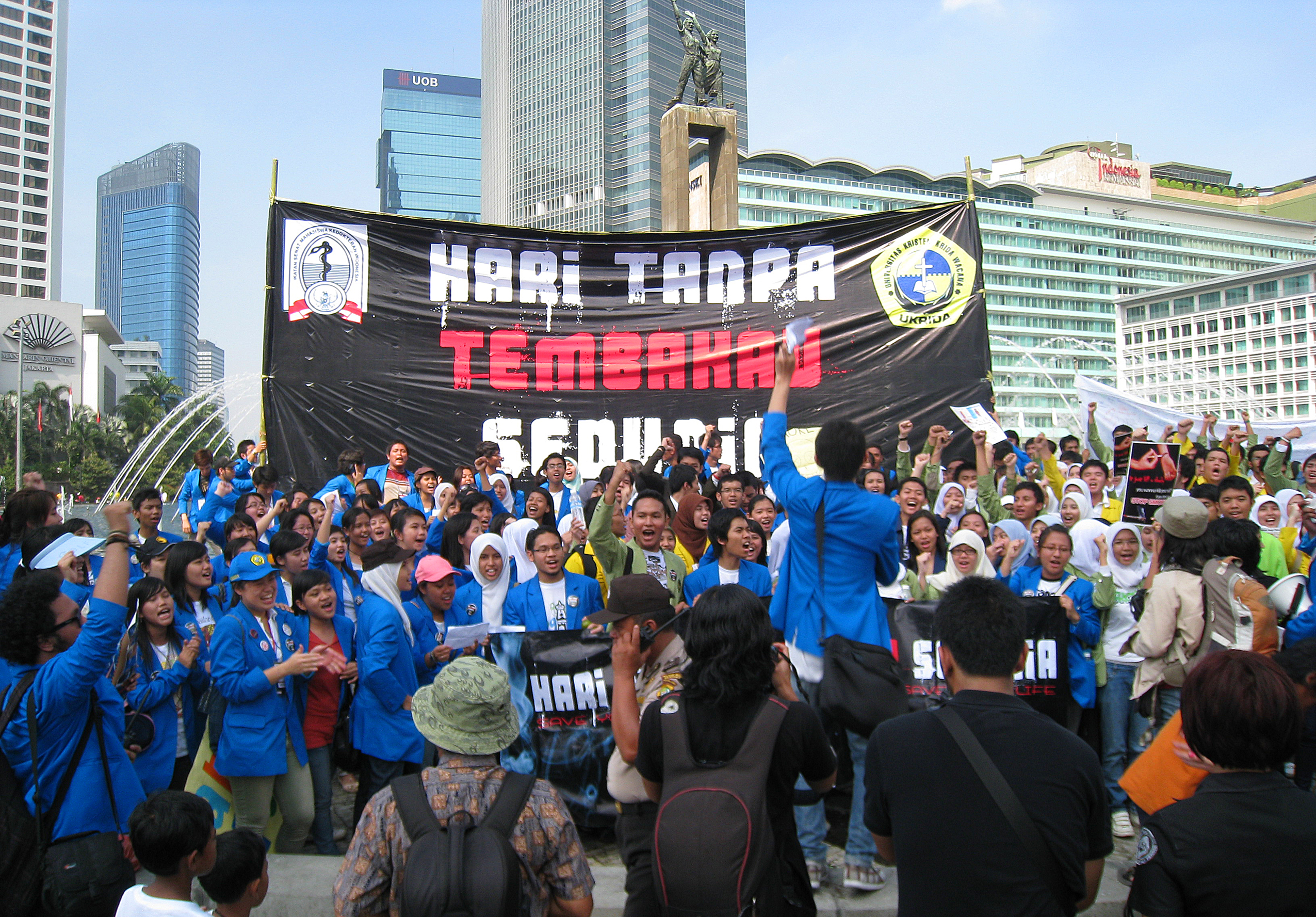
Студенты-медики в Джакарте проводят демонстрацию против табака за день до Всемирного дня без табака в отеле Bundaran, Индонезия, Центральная Джакарта, Индонезия, 30 мая 2010 года.

Контроль над табаком является сферой международной науки, политики и практики в области общественного здравоохранения, посвящённой решению проблемы употребления табака и, таким образом, снижению вызываемой им заболеваемости и смертности. Поскольку большинство табачных изделий, включая сигареты, сигары и кальяны, содержат или используют табак, контроль над табаком также касается и этих изделий. Электронные сигареты не содержат табака, но (часто) содержат никотин, и они тоже являются сферой внимания контроля над табаком, как и разные другие продукты, которые производит табачная индустрия. Контроль над табаком является приоритетной областью для Всемирной организации здравоохранения ( ВОЗ) через Рамочную конвенцию по борьбе против табака. К сожалению, на русский язык термин "контроль над табаком" часто переводят как "борьбу против табака", что искажет смысл. Ссылки на антитабачное движение, которое может быть социальным проявлением стремления ограничить использование табачных изделий, могут иметь положительный или отрицательный оттенок, в зависимости от комментатора.
Контроль над табаком направлен на снижение распространённости употребления табака, которая измеряется «стандартизированной по возрасту распространённостью текущего употребления табака среди лиц в возрасте 15 лет и старше». 

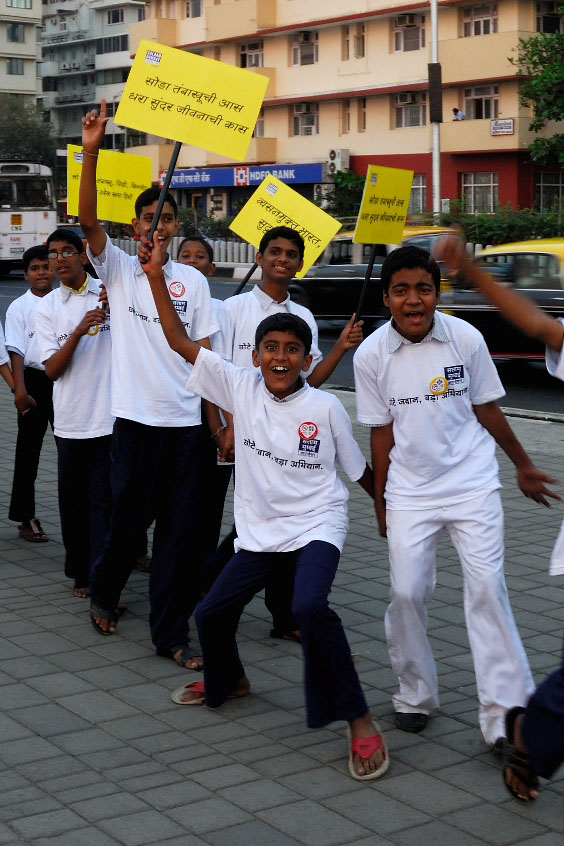
Антитабачные активисты в Мумбаи, 2009 г.

## Коннотации
Сфера борьбы против табака включает в себя деятельность разрозненных организаций, работающих в области здравоохранения, политики и права, а также адвокационных организаций (то есть таких, которые занимаются защитой прав и лоббированием соответствующих законодательных изменений) по всему миру. Им потребовалось время, чтобы объединиться в достаточно организованную коалицию для продвижения таких мер, как Рамочная конвенция Всемирной организации здравоохранения по борьбе против табака,  для принятия эффективных мер по устранению последствий употребления табака для здоровья. 
Некоторые, кто не согласен с его целями, называют движение по контролю над табаком движением против курения, как это задокументировано во внутренних меморандумах табачной промышленности. 

## Ранняя история борьбы против табака
Первые попытки реагировать на последствия употребления табака для здоровья были предприняты вскоре после того, как табак появился в Европе. Тринадцатидневное папское правление папы Урбана VII включало в себя первые известные в мире ограничения на употребление табака в 1590 году, когда он пригрозил отлучить от церкви любого, кто «употребит табак на крыльце или внутри церкви, будь то жевание его, курение через трубку или вдыхание его в виде порошка через нос».  В этом ограничении табак был приговорён к отлучению не столько потому, что он вредил здоровью, сколько потому, что его употребление в церквях было недопустимо, потому что оно портило атмосферу мессы. Таким образом, эти решения будут вынесены не против табака как такового (индивидуальное потребление которого не наказывалось, если оно было умеренным), а скорее за его ненадлежащее употребление в местах, считающихся священными и общественными. Осуждение ненадлежащего использования остаётся неизменным в католической доктрине и сегодня. 
Первые общегородские ограничения на курение в Европе были введены в Баварии, Саксонии  и некоторых частях Австрии в конце 17 века.
В Британии всё ещё новая привычка курить встретила сопротивление королевской власти в 1604 году, когда король Яков I написал «Ответный удар по табаку», описывая курение как «обычай, отвратительный для глаз, ненавистный для носа, вредный для мозга, опасный для лёгких, и чёрный смрадный дым табака больше всего напоминает ужасный стигийский дым бездонной ямы». 
Позже, в семнадцатом веке, сэр Фрэнсис Бэкон описал последствия употребления табака, вызывающего привыкание, отметив, что оно «сильно растёт и покоряет людей неким тайным удовольствием, так что тех, кто однажды к нему привык, впоследствии с трудом можно удержать». 
Курение было запрещено в Берлине в 1723 году, в Кенигсберге в 1742 году и в Щецине в 1744 году. Эти ограничения были отменены в ходе революций 1848 г.  В 1930-х годах в Германии научные исследования впервые выявили связь между раком лёгких и курением, поэтому правительственная кампания в нацистской Германии   была направлена против курения сигарет.

## Истоки современного контроля над табаком
После Второй мировой войны немецкие исследования были фактически проигнорированы из-за предполагаемых ассоциаций с нацизмом. Однако работа Ричарда Долла в Великобритании, который в 1952 году убедительно установил причинно-следственную связь между курением и раком лёгких, снова привлекла внимание к этой теме. В результате в большинстве развитых стран были приняты некоторые меры контроля и регулирования, включая частичные запреты на рекламу, требования к минимальному возрасту продажи и предупреждения о вреде для здоровья на упаковках табачных изделий. Тем не менее распространённость курения и связанное с этим ухудшение здоровья продолжали нарастать в развитых странах в течение первых трёх десятилетий после открытия Ричарда Долла. Правительства неохотно принимали меры для сокращения курения, которое приобрело популярность. Все более организованными становились усилия по дезинформации со стороны табачной индустрии и их прокси, доверенных лиц, созданных индустрией организаций (подробнее см. ниже). Постепенно пришло осознание того, что повлиять на последствия употребления табака для здоровья можно только посредством многоаспектных политических мер, сочетающих (1) позитивные сообщения о здоровье с (2) медицинской помощью по прекращению употребления табака и (3) эффективными маркетинговыми ограничениями. Первоначально это указывалось в обзоре 1962 года, опубликованном Британской Королевской Коллегия врачей  и  Докладе Главного врача США за 1964 год.
В Соединённых Штатах Доклад Консультативного комитета главному врачу 1964 года представлял собой знаковый документ, который включал объективный синтез данных о последствиях курения для здоровья в соответствии с критериями причинности.  В докладе был сделан вывод о том, что курение сигарет является причиной рака легких у мужчин и достаточно масштабной, чтобы оправдать «меры противодействия» на уровне всего общества. Процесс составления докладов главного врача США (который продолжился публикацией обзоров по отдельным темам) стал примером доказательного подхода к решению проблем общественного здравоохранения на практике. 

## Комплексная борьба против табака

### На глобальном уровне
Концепция многоаспектного и, следовательно, «всеобъемлющего» контроля над табаком возникла благодаря академическим достижениям (например, специальный журнал «Tobacco Control»), некоммерческим адвокационным группам, таким как «Действия по курению и здоровью», и инициативам государственной политики. Первоначально прогресс был заметен на уровне штата или страны, особенно в новаторском законодательстве о запрете курения в общественных местах, принятом в Нью-Йорке в 2002 г. и в Ирландской Республике в 2004 г., а также в усилиях Соединённого Королевства по включению важнейших элементов деятельности по борьбе против табака в 2004 г. «шестисторонний подход» (чтобы реализовать объединённый подход, изложенный в официальном документе «Курение убивает» ) и его местный эквивалент, «семь шестиугольников борьбы против табака».  Этот ряд организаций, занимающихся исследованиями в области здравоохранения и разработкой политики, затем сформировал Альянс Рамочной конвенции для переговоров и поддержки первого международного договора в области общественного здравоохранения, Рамочной конвенции Всемирной организации здравоохранения по борьбе против табака, или сокращённо РКБТ.
РКБТ обязывает подписавшие стороны активизировать деятельность по всему спектру направлений контроля над табаком, включая ограничение взаимодействия между законодателями и табачной индустрией, введение налогов на табачные изделия и сокращение спроса, защиту людей от воздействия вторичного табачного дыма на рабочих местах в помещениях и в общественных местах посредством запрета на курение, регулирования и раскрытия состава табачных изделий и выделяемых ими веществ, размещения хорошо заметных предупреждений о вреде для здоровья на упаковках табачных изделий, удаления обманчивой маркировки (например, «лёгкий» или «мягкий»), повышения осведомлённости общественности о последствиях курения, запрещения всей рекламы табачных изделий, предоставление программ прекращения курения, эффективные меры противодействия контрабанде табачных изделий, ограничение продажи несовершеннолетним, а также соответствующие исследования и обмен информацией между подписавшими сторонами.
Впоследствии ВОЗ подготовила применимое в международном масштабе и в настоящее время широко признанное резюме основных элементов стратегии контроля над табаком, опубликованное как мнемоническая стратегия борьбы против табака MPOWER.  Шесть компонентов её указывают на необходимость:
- (M) — Мониторировать (англ. Monitor) употребление табака и осуществление политики контроля над табаком
- (P) — Защитить (англ. Protect) людей от табачного дыма
- (O) — Предложить (англ. Offer) помощь тем, кто хочет бросить курить
- (W) — Предупреждать (англ. Warn) о вреде табака
- (E) — Обеспечить (англ. Enforce) соблюдение запретов на рекламу, стимулирование продажи и спонсорство табачных изделий
- (R) — Поднять (англ. Raise) налоги на табак

Одна из задач Цели устойчивого развития 3 Организации Объединённых Наций (должна быть достигнута к 2030 году) состоит в том, чтобы «усилить осуществление Рамочной конвенции Всемирной организации здравоохранения по борьбе против табака во всех странах, с учётом местных условий». Индикатором, который используется для измерения прогресса, является «стандартизованная по возрасту распространённость употребления табака в настоящее время среди лиц в возрасте 15 лет и старше». 

### Политика контроля над табака

#### Возрастное ограничение
Политика в отношении табака, ограничивающая продажу сигарет несовершеннолетним и курение в общественных местах, является важной стратегией, которая удерживает молодёжь от доступа к сигаретам и их потребления.  Среди молодёжи в Соединённых Штатах, например, по сравнению со студентами, проживающими в штатах со строгими правилами, подростки, живущие в штатах с минимальными ограничениями или без них, особенно учащиеся старших классов, с большей вероятностью были ежедневными курильщиками.  Эти различия уменьшились, когда были учтены социально-демографических характеристики и цен на сигареты, что позволяет предположить, что более высокие цены на сигареты могут препятствовать доступу молодёжи к сигаретам и их потреблению, независимо от других мер контроля над табаком. 
В декабре 2022 года Новая Зеландия стала первой страной, принявшей закон, фактически ежегодно повышающий минимальный возраст доступа к сигаретам, что должно исключить их продажу будущим поколениям. Законопроект конкретно запрещает продажу сигарет всем, кто родился 1 января 2009 года или позже   

##### Графические предупреждения
Курильщики не полностью информированы о рисках курения.  Предупреждения на упаковках табачных изделий, которые являются графическими, крупными и всеобъемлющими по содержанию, более эффективно сообщают о рисках для здоровья, связанных с курением. Курильщики, заметившие предупреждения, значительно чаще признавали наличие риска для здоровья, включая рак лёгких и болезни сердца.  В каждом случае, когда политика маркировки различалась в разных странах, курильщики, живущие в странах с обязательными предупреждениями, демонстрировали более высокие знания о влиянии курения на здоровье. 
Графические предупреждающие этикетки на пачках сигарет замечаются большинством подростков, повышают когнитивную способность подростков обрабатывать эти сообщения и потенциально могут снизить намерение курить.  Внедрение графических предупреждений значительно сократило курение среди подростков. 

##### Свободные от табачного дыма общественные места
Курение на рабочих местах в закрытых помещениях было впервые запрещено по всей стране Ирландской Республикой в 2003 году, и в последующие годы большинство других ведущих экономик последовали этому примеру, введя списки мест, где курение запрещено.

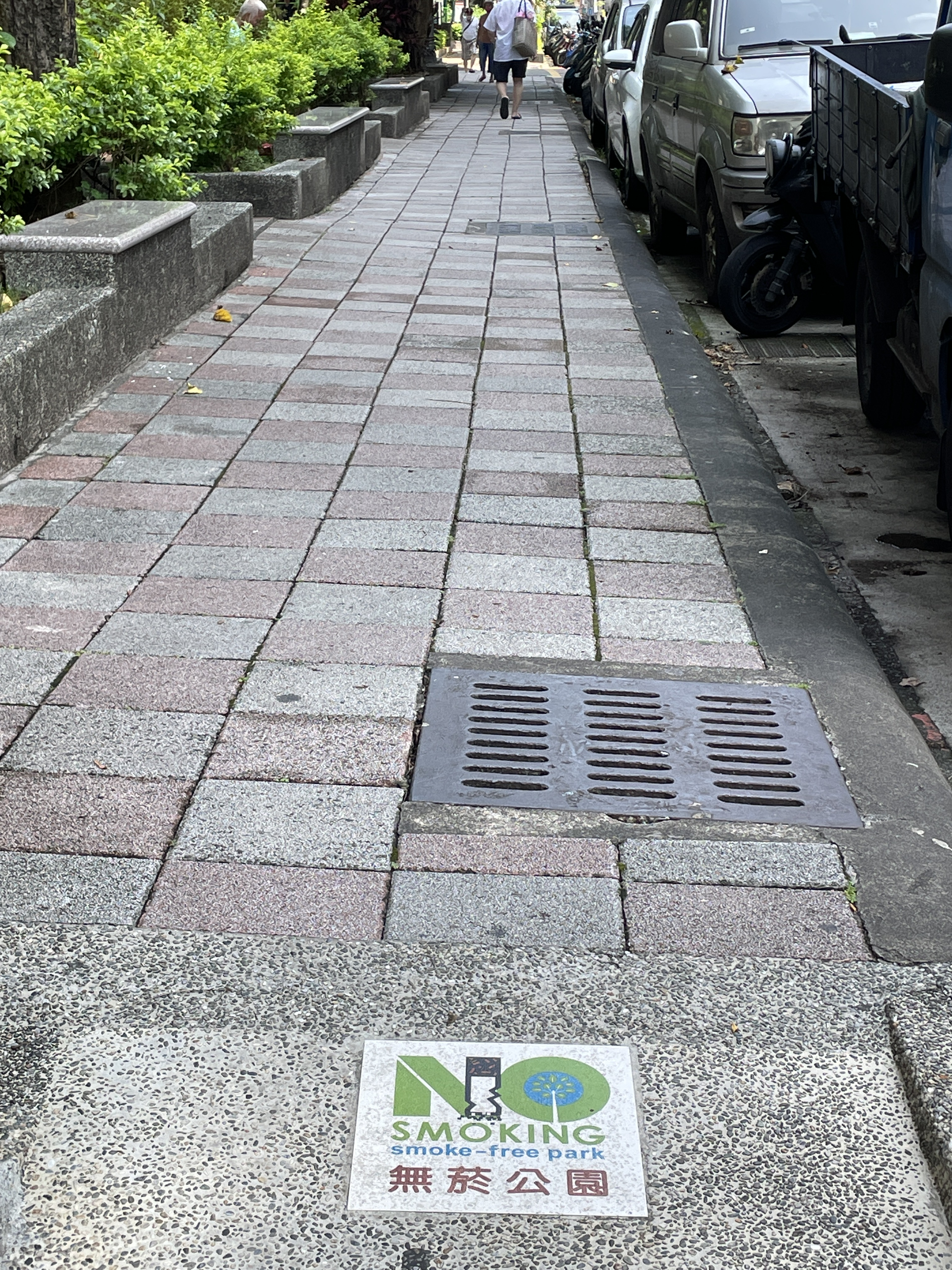
Один из чётких знаков «Не курить», нарисованных на тротуаре, ведущем к небольшому общественному парку в Тайбэе, Тайвань.

##### Помощь в отказе от курения
Службы помощи в прекращении курения заимствуют методы вмешательств по избавлению от других зависимостей, чтобы помочь курильщикам бросить курить. Помимо снижения заболеваемости и смертности для отдельных пациентов, неоднократно было обнаружено, что они снижают общие затраты систем здравоохранения на лечение заболеваний, связанных с курением.

## Дальнейшее международное сотрудничество
В настоящее время контроль над табаком является признанным элементом сферы общественного здравоохранения, показавшим свою эффективность в тех юрисдикциях, которые осуществляли его скоординированным образом.
Сообщество участников контроля над табаком организовано на международном уровне, как и его главный противник, табачная индустрия. Это позволяет обмениваться эффективными практиками (как в области защиты прав, так и в области политики) между развитыми и развивающимися государствами, например, в рамках Всемирных конференций по табаку или здоровью, проводимых каждые три года. Однако остаются некоторые существенные пробелы, в частности, неспособность США и Швейцарии (как баз международных табачных компаний, так и, в первом случае, производителя табака) ратифицировать РКБТ.

### Журнал
Tobacco Control — это также название журнала, издаваемого BMJ Group (издателем British Medical Journal), в котором публикуются не только исследования, касающиеся природы и последствий употребления табака, а также влияние употребления табака на здоровье, экономику, окружающую среду и общество, но также преимущественно работы об эффективности мер контроля над табаком и противодействия табачной индустрии. Под редакцией Рут Мэлоун, профессора и заведующего кафедрой социальных и поведенческих наук Калифорнийского университета в Сан-Франциско, он был впервые опубликован в 1992 году.

## Оппозиция
Прямая и косвенная оппозиция со стороны табачной промышленности продолжается, например, в виде кампаний по дезинформации через подкупленных учёных  и сокрытия её участия в финансировании (астротурф) и действия через возмущённых курильщиков или розничных торговцев.